# قائمة النجوم المحددة للملاحة

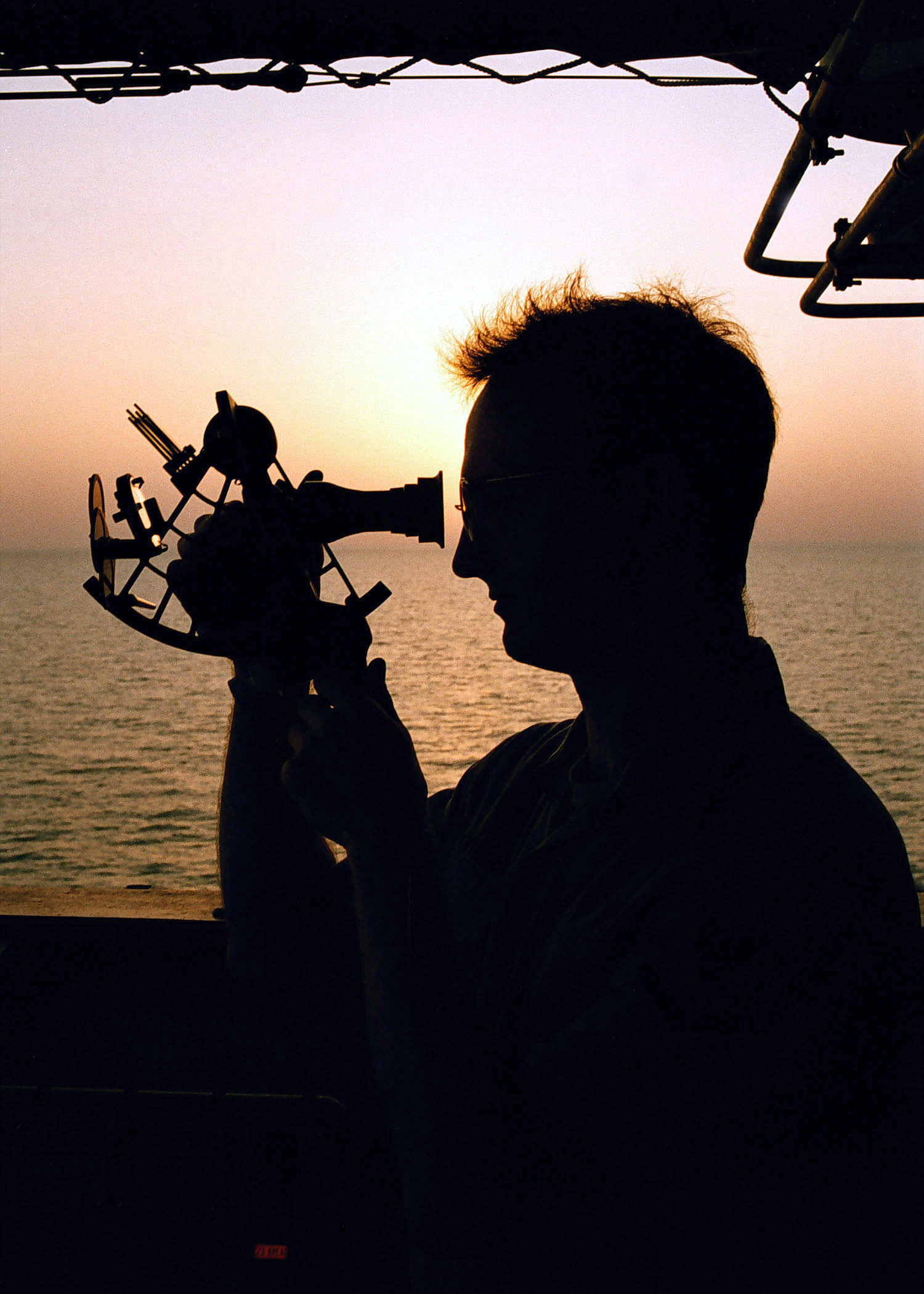
غالبا ما تستخدم النجوم المختارة للملاحة للرصد بالسدس

قائمة النجوم المحددة للملاحة هي قائمة تسرد النجوم الثمانية والخمسون المختارة لمجال الملاحة الفلكية من بين ما يقرب من 6000 نجم مرئي للعين المجردة.في ظل الظروف المثلى، النجوم المختارة هي من بين ألمع النجوم وتمتد عبر ثمانية وثلاثين كوكبة من المجال السماوي من الميل 70 درجة جنوبا إلى 89 درجة شمالا. تم تسمية العديد من النجوم المختارة في العصور القديمة من قبل العرب والبابليين واليونانيين والرومان.
نجم الجدي، غالبا ما يسمى «نجم الشمال»، يعامل معاملة خاصة بسبب قربه من القطب السماوي الشمالي. عند التنقل في نصف الكرة الشمالي، يمكن استخدام تقنيات خاصة مع نجم الجدي لتحديد خط العرض أو خطأ البوصلة الجيروسكوبية. النجوم الأخري المتبقية (57) يتغير موقعها خلال اليوم ولكنها محددة بدقة في رزنامة التقويمات البحرية، مما يساعد الضابط الثاني على إجراء عمليات الرصد بكفاءة.ويمكن أيضا استخدام مجموعة ثانية من 115 «نجم مجدول» للملاحة الفلكية، ولكنها غالبا ما تكون غير مألوفة للملاح وتتطلب حسابات إضافية.

## خلفية

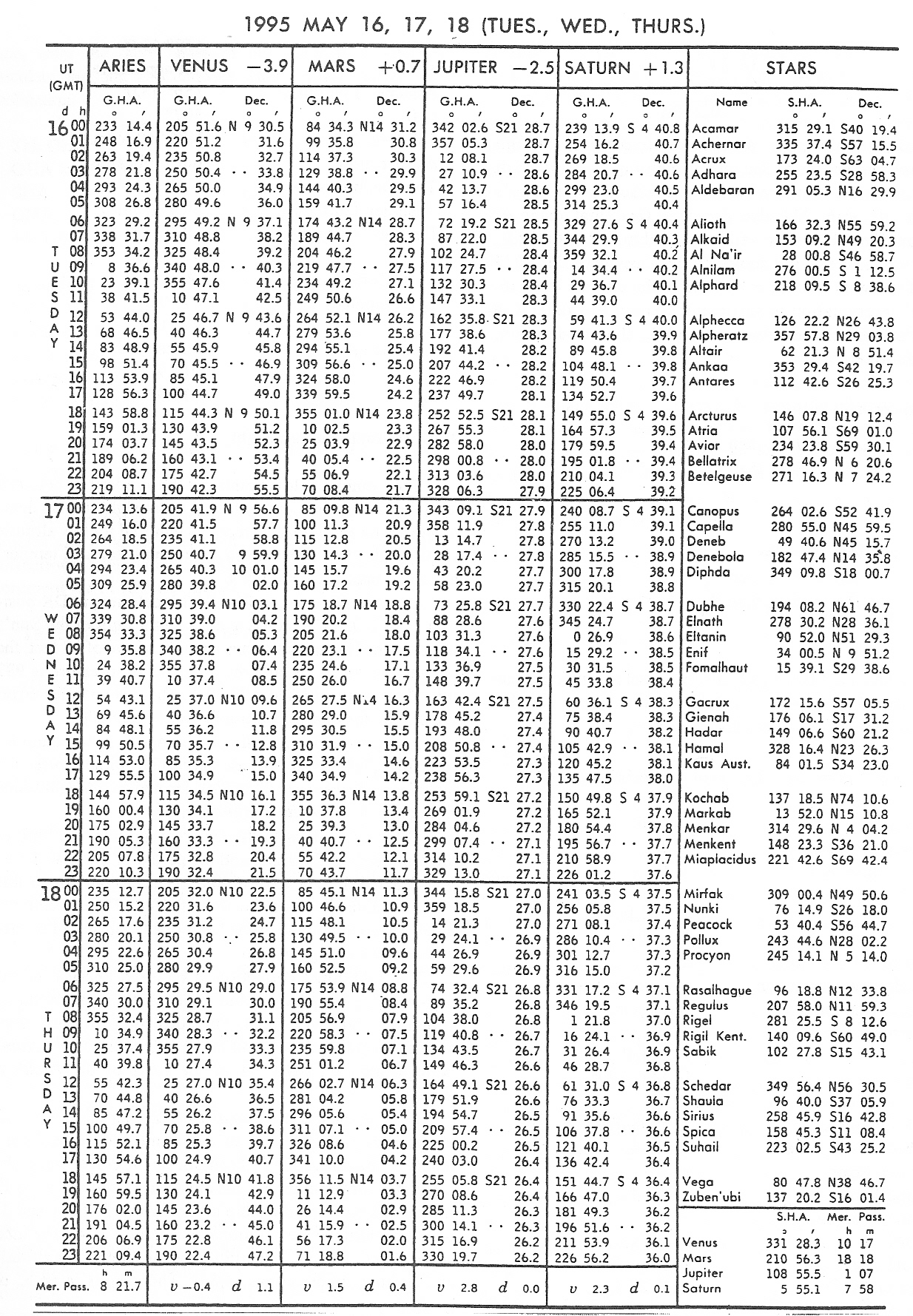
نجوم الملاحة المختارة (باستثناء نجم الجدي) المدرجة على صفحة التقويم البحري الولايات المتحدة لشهر مايو 1995

في ظل الظروف المثلى، هناك ما يقرب من 6000 نجم مرئي للعين المجردة لمراقب على الأرض. ومن بين هذه النجوم، هناك 58 نجم معروف في مجال علم الفلك الملاحي باسم «النجوم المختارة»، بما في ذلك 19 نجم من القدرالأول، 38 نجم من الثاني ونجم الجدي. يتم اختيار النجوم من قبل مكتب الملكة لتقويم بحري (جزء من المكتب الهيدروغرافي للمملكة المتحدة) والمرصد البحري الأمريكي في إنتاج تقويم بحري سنوي التي نشرتها المنظمتان معا منذ عام 1958. وتشمل معايير اختيار النجوم توزيعها عبر المجال السماوي، والسطوع، وسهولة التعرف على النجم. وهناك معلومات عن 115 نجم آخر، والمعروفة باسم «النجوم المجدولة»، وتتوفر أيضا للملاحة الفلكية.
وعادة ما تستخدم هذه النجوم بطريقتين من قبل الملاح. الأولى الحصول على خط الموقع عن طريق استخدام الرصد بواسطة السدس وتقنيات الملاحة الفلكية. الخطوط المتعددة للموقع يمكن أن تتقاطع للحصول على موقع يعرف باسم الضبط السماوي. الاستخدام النموذجي الثاني للنجوم الملاحية هو تحديد خطأ البوصلة الجيروسكوبية عن طريق حساب سمت النجم ومقارنته مع سمت مقاس باستخدام جيروسكوب المركبة. كما توجد العديد من التطبيقات الأخرى.

## الجدول
جدول النجوم الملاحية يوفر العديد من أنواع المعلومات. في العمود الأول الرقم القياسي لتحديد النجم في منشورات الملاحة ورسوم النجوم البيانية، يليه الاسم الشائع (التقليدي)، تسمية باير، وأصل الكلمة من الاسم الشائع. يلية أصل تسمية الأسماء التقليدية وموقع النجم من حيث الميل الفلكي والزاوية الساعة الفلكية، المسافة الزاوية غرب الاعتدال الربيعي وقدر النجم الظاهري. يعرض العمود الأخير الاستشهادات لمصادر البيانات، روزنامة التقويم العملي الأمريكيوبيانات النجم المدخلة في قاعدة بيانات سيمباد، وبيانات مشروع مركز ستراسبورغ الفلكي.
| مفتاح الجدول            | مفتاح الجدول                                                           |
| عنوان العمود            | الوصف                                                                  |
| ----------------------- | ---------------------------------------------------------------------- |
| الرقم.                  | الرقم المستخدم لتحديد النجوم في منشورات الملاحة ورسوم النجوم البيانية. |
| الاسم التقليدي (الشائع) | اسم النجم المستخدم عادة في الملاحة والمنشورات ورسوم النجوم البيانية.   |
| تسمية باير              | اسم آخر للنجم يجمع بين الحرف يوناني مع شكل أو الاسم اللاتيني للكوكبة.  |
| أصل التسمية             | أصل تسمية الأسماء التقليدية.                                           |
| SHA                     | زاوية الساعة الفلكية، المسافة الزاوية غرب الاعتدال الربيعي.            |
| الميل.                  | الميل، المسافة الزاوية شمال أو جنوب خط الاستواء السماوي.               |
| القدر الظاهري           | مؤشر لمقدار سطوع النجم.                                                |

| الرقم. | الأسم التقليدي     | تسمية باير                 | أصل التسمية | SHA  | الميل | القدر الظاهري | مراجع        |
| ------ | ------------------ | -------------------------- | --- | ---- | ----- | ------------- | ------------ |
| -100   | a                  | a                          | a | -100 | -100  | -100          | -100         |
| 1      | سرة الفرس          | α المرأة المسلسلة          | سرة الفرس | 358  | N 29° | 2.06          | [ 6 ] [ 7 ]  |
| 2      | العنقاء            | الفا العنقاء               | اسم "الطائر الخرافي العنقاء " في العربية                                                                              | 354  | S 42° | 2.37          | [ 6 ] [ 8 ]  |
| 3      | صدر                | الفا ذات الكرسي            | صدر (ذات الكرسي) | 350  | N 56° | 2.25          | [ 6 ] [ 9 ]  |
| 4      | الضفدع الأول       | β قيطس                     | الضفدع الثاني (فم الحوت كان في البداية الضفدع الأول)                                                                  | 349  | S 18° | 2.04          | [ 6 ] [ 10 ] |
| 5      | الظليم             | α النهر                    | نهاية النهر (النهر) يسمي أيضا أخر النهر بالعربية                                                                      | 336  | S 57° | 0.50          | [ 6 ] [ 11 ] |
| 6      | الناطح             | α الحمل                    | حمل مكتمل النمو | 328  | N 23° | 2.00          | [ 6 ] [ 12 ] |
| 7      | آخر النهر          | θ آخر النهر                | نهاية النهر | 316  | S 40° | 3.2           | [ 6 ] [ 13 ] |
| 8      | المنخر             | α قيطس                     | أنف (قيطس) | 315  | N 04° | 2.5           | [ 6 ] [ 14 ] |
| 9      | المرفق             | α حامل رأس الغول           | مرفق الثريا | 309  | N 50° | 1.82          | [ 6 ] [ 15 ] |
| 10     | الدبران            | α الثور                    | يتبع (الثريا) | 291  | N 16° | 0.85 var      | [ 6 ] [ 16 ] |
| 11     | رجل الجبار         | β الجبار                   | القدم (القدم اليسرى للجبار)                                                                                           | 282  | S 08° | 0.12          | [ 6 ] [ 17 ] |
| 12     | العيوق             | α ممسك الأعنة              | الاسم التقليدي كابيلا من اللاتينية (أنثى الماعز الصغيرة).                                                             | 281  | N 46° | 0.71          | [ 6 ] [ 18 ] |
| 13     | المرزم             | γ الجبار                   | الاسم التقليدي بيلاتريكس من اللاتينية ل "الأنثى المقاتلة"                                                             | 279  | N 06° | 1.64          | [ 6 ] [ 19 ] |
| 14     | النطح              | β الثور                    | مشتق من الكلمة العربية النطح                                                                                          | 279  | N 29° | 1.68          | [ 6 ] [ 20 ] |
| 15     | النيلم             | ε الجبار                   | لاسم التقليدي النيلم مستمد من العربية (الياقوت)                                                                       | 276  | S 01° | 1.70          | [ 6 ] [ 21 ] |
| 16     | منكب الجوزاء       | α الجبار                   | منكب (الجبار) | 271  | N 07° | 0.58 var      | [ 6 ] [ 22 ] |
| 17     | سهيل               | α القاعدة                  | كانوب | 264  | S 53° | −0.72         | [ 6 ] [ 23 ] |
| 18     | الشعرى اليمانية    | آلفا الكلب الأكبر          | الاسم الشائع لنجم الشعرى من اللاتينية سيريوس، ومن اليونانية القديمة Σείριος (سيريوس، "المتوهج")                       | 259  | S 17° | −1.47         | [ 6 ] [ 25 ] |
| 19     | العذارى            | إبسيلون كوكبة الكلب الأكبر | العذارى | 256  | S 29° | 1.51          | [ 6 ] [ 26 ] |
| 20     | الشعرى الشامية     | آلفا الكلب الأصغر          | قبل النجم سيريوس (يشرق قبل نجم الكلب، سيريوس)                                                                         | 245  | N 05° | 0.34          | [ 6 ] [ 27 ] |
| 21     | رأس التوأم المؤخر  | بيتا التوأمان              | ابن زيوس التوأم الآخر رأس التوأم المقدم                                                                               | 244  | N 28° | 1.15          | [ 6 ] [ 28 ] |
| 22     | تدوير السفينة      | إبسيلون القاعدة            | اسم مصاغ | 234  | S 59° | 2.4           | [ 6 ] [ 29 ] |
| 23     | سهيل رقاش          | λ الشراع                   | شكل مختصر لكلمة سهيل العربية                                                                                          | 223  | S 43° | 2.23          | [ 6 ] [ 30 ] |
| 24     | مياپلازيدوس        | بيتا القاعدة               | مياپلازيدوس هوأسم عبارة عن مزيج ثنائي لكلمة مياه من العربية وبلاشيدوس اللاتينية 'الهدوء ' (المياه الهادئة أو الثابتة) | 222  | S 70° | 1.70          | [ 6 ] [ 31 ] |
| 25     | الفرد              | ألفا الشجاع                | نجم منفرد | 218  | S 09° | 2.00          | [ 6 ] [ 32 ] |
| 26     | نجم المليك         | ألفا الأسد                 | الامير | 208  | N 12° | 1.35          | [ 6 ] [ 33 ] |
| 27     | الدبة              | آلفا الدب الأكبر           | ظهر الدب الأكبر | 194  | N 62° | 1.87          | [ 6 ] [ 34 ] |
| 28     | ذيل الأسد          | بيتا االأسد                | ذيل االأسد | 183  | N 15° | 2.14          | [ 6 ] [ 35 ] |
| 29     | جناح الغراب الأيمن | غاما الغراب                | جناح الغراب الأيمن | 176  | S 17° | 2.80          | [ 6 ] [ 36 ] |
| 30     | أكروكس             | آلفا صليب الجنوب           | مصاغ من تسمية باير | 174  | S 63° | 1.40          | [ 6 ] [ 37 ] |
| 31     | غاكروكس            | غاما الصليب                | مصاغ من تسمية باير | 172  | S 57° | 1.63          | [ 6 ] [ 38 ] |
| 32     | الإلية             | "إبسلون كوكبة الدب الأكبر  | مشتق من العربية ذيل الحمل السمين                                                                                      | 167  | N 56° | 1.76          | [ 6 ] [ 39 ] |
| 33     | السماك الأعزل      | ألفا العذراء               | الاسم التقليدي سبيكا مستمد من اللاتينية سبيكا فيرجينيس (السنبلة) الاسم التقليدي الأخر Azimech من العربية السماك       | 159  | S 11° | 1.04          | [ 6 ] [ 40 ] |
| 34     | القائد             | إيتا الدب الأكبر           | قائد بنات النعش | 153  | N 49° | 1.85          | [ 6 ] [ 41 ] |
| 35     | الوزن              | بيتا قنطورس                | ساق قنطورس | 149  | S 60° | 0.60          | [ 6 ] [ 42 ] |
| 36     | منكب قنطورس        | ثيتا قنطورس                | كتف قنطورس | 149  | S 36° | 2.06          | [ 6 ] [ 43 ] |
| 38     | رجل قنطورس         | ألفا قنطورس                | رجل قنطورس | 140  | S 61° | −0.01         | [ 6 ] [ 44 ] |
| 37     | السماك الرامح      | ألفا العواء                | من اليونانية القديمة Ἀρκτοῦρος (أركتوروس) الوصي على الدب                                                              | 146  | N 19° | −0.04 var     | [ 6 ] [ 45 ] |
| 39     | الزبان الجنوبي     | الفا كوكبة الميزان         | اسمه التقليدي Zubenelgenubi مشتق من الاسم العربي                                                                      | 138  | S 16° | 3.28          | [ 6 ] [ 46 ] |
| 40     | كوكب               | β الدب الأصغر              | لفترة قصيرة كان" (نجم الشمال، ca. 1500 BC – AD 300).                                                                  | 137  | N 74° | 2.08          | [ 6 ] [ 47 ] |
| 41     | الفكة              | آلفا [الإكليل الشمالي      | نير الفكّة | 127  | N 27° | 2.24          | [ 6 ] [ 48 ] |
| 42     | قلب العقرب         | الفا كوكبة العقرب          | أنتاريس مشابة للون المريخ إلا أن بعض الباحثين تكهنوا بأن النجم قد يكون قد سمي باسم عنتر                               | 113  | S 26° | 1.09          | [ 6 ] [ 50 ] |
| 43     | Atria              | α المثلث الجنوبي           | مصاغ من تسمية باير | 108  | S 69° | 1.92          | [ 6 ] [ 51 ] |
| 44     | سابق               | إيتا كوكبة الحوا           | اسمه التقليدي Sabik مشتق من الاسم العربي.                                                                             | 103  | S 16° | 2.43          | [ 6 ] [ 52 ] |
| 45     | الشولة             | لامبدا العقرب              | اسمه التقليدي Shaula مشتق من الاسم العربي                                                                             | 097  | S 37° | 1.62          | [ 6 ] [ 53 ] |
| 46     | رأس الحواء         | ألفا الحواء                | اسمه التقليدي Ras Alhague مشتق من الاسم العربي                                                                        | 096  | N 13° | 2.10          | [ 6 ] [ 54 ] |
| 47     | التنين             | غاما التنين                | الاسم التقليدي التانين (أو إتامين، إتانين) مشتق من العربية (التنين)                                                   | 091  | N 51° | 2.23          | [ 6 ] [ 55 ] |
| 48     | القوس الجنوبي      | إبسلون الرامي              | اسمه التقليدي Kaus Australis مشتق من الاسم العربي                                                                     | 084  | S 34° | 1.80          | [ 6 ] [ 56 ] |
| 49     | النسر الواقع       | الفا القيثارة              | الاسم التقليدي فيغا مشتق من العربية النسر الواقع                                                                      | 081  | N 39° | 0.03          | [ 6 ] [ 57 ] |
| 50     | نونكي              | سيغما الرامي               | كوكبة من المدينة المقدسة (إريدو)                                                                                      | 076  | S 26° | 2.06          | [ 6 ] [ 58 ] |
| 51     | النسر الطائر       | الفا العقاب                | النسر الطائر أو نسر                                                                                                   | 063  | N 09° | 0.77          | [ 6 ] [ 59 ] |
| 52     | الطاووس            | الفا الطاووس               | نسخه من الاسم الإنجليزي للكوكبة                                                                                       | 054  | S 57° | 1.91          | [ 6 ] [ 60 ] |
| 53     | ذنب الدجاجة        | الفا الدجاجة               | ذنب الدجاجة | 050  | N 45° | 1.25          | [ 6 ] [ 61 ] |
| 54     | الأنف              | أبسلون الفرس الأعظم        | أنف الفرس الأعظم | 034  | N 10° | 2.40          | [ 6 ] [ 62 ] |
| 55     | النير              | الفا الكركي                | ألمع نجوم الحوت الجنوبي                                                                                               | 028  | S 47° | 1.74          | [ 6 ] [ 63 ] |
| 56     | فم الحوت           | الفا الحوت الجنوبي         | فم الحوت الجنوبي | 016  | S 30° | 1.16          | [ 6 ] [ 64 ] |
| 57     | منكب الفرس         | الفا الفرس الأعظم          | مركب في الفلك (بالألمانية: Markab), و (بالإنجليزية: α Pegasi) (سرج الفرس)                                             | 014  | N 15° | 2.49          | [ 6 ] [ 65 ] |
| *      | الجدي              | α الدب الأصغر              | الجدي (نجم) | 319  | N 89° | 2.01 var      | [ 6 ] [ 66 ] |

نظُم الملاحة الفلكية تعتمد على مراقبة مواقع كل من الشمس، والقمر، والنجوم. والنقطة الّتي يتم قياسها بواسطة آلة السدس، يكون عندها الجرم السماوي في أثناء دوران الأرض له ارتفاع وزاوية عن الأفق المرئي، هذا الارتفاع يمكن استخدامه لحساب المسافة منسوبة للأرض وتحويلها إلى خط موقع دائري

## خريطة النجوم
| مفتاح الخرائط النجمية              | مفتاح الخرائط النجمية                                                                                        |
| الرمز                              | الوصف |
| ---------------------------------- | --- |
| الحروف الكبيرة                     | أسماء الكوكبات بالحروف الكبيرة.                                                                              |
| star of magnitude 1.5 and brighter | نجم مختار من القدر 1.5 وأكثر إشراقا. وموسوم بالاسم الشائع ورقم النجم والحرف اليوناني للإشارة إلى تسمية باير. |
| star of magnitude 1.6 and fainter  | نجم مختار من القدر 1.6 وأخفت. وموسوم بالاسم الشائع ورقم النجم والحرف اليوناني للإشارة إلى تسمية باير.        |
| star of magnitude 2.5 and brighter | نجم مجدول من القدر 2.5 وأكثر إشراقا. موسوم بالحرف اليوناني للإشارة إلى تسمية باير.                           |
| star of magnitude 2.6 and fainter  | نجم مجدول من القدر 2.6 - وأخفت. موسوم بالحرف اليوناني للإشارة إلى تسمية باير.                                |
| untabulated star                   | نجم غير مجدول. غير موسوم.                                                                                    |
| خط منقط                            | مخطط الكوكبة.                                                                                                |

غالبا مايستخدم ملاحو المركبات الفضائية المخططات النجمية لتحديد نجم عن طريق موقعة بالنسبة للنجوم الأخرى. وتوفر المراجع مثل «روزنامة التقويم البحري» و«روزنامة التقويم العملي الأمريكي» أربع مخططات نجمية تغطي أجزاء مختلفة من المجال السماوي.اثنان من هذه المخططات هي إسقاط متساوي الأبعاد من القطبين الشمالي والجنوبي. أما النوعان الآخران فيغطيان المنطقة الاستوائية في المجال السماوي، من الميل 30 ° جنوبا إلى 30 ° شمالا.والمخططان الاستوائيان هما إسقاطات مركاتوري أحدهما للنصف الشرقي من الكرة السماوية والآخر لنصف الكرة الغربي.وعلى عكس الخرائط المألوفة، يظهر الشرق إلى اليسار ويظهر الغرب إلى اليمين. مع هذا التوجه يمكن أن يحمل الملاح خريطة النجوم فوق مستوى الرأس، وسوف يكون ترتيب النجوم على الرسم البياني يشبه النجوم في السماء.
في المخططات النجمية، يتم تصنيف الأبراج بالأحرف الكبيرة ويشار إليها بالخطوط المنقطة التي تجمع نجومها. يظهر 58 نجم مختار للملاحة باللون الأزرق مع الاسم الشائع، ورقم النجم، وحرف يوناني للإشارة إلى تسمية باير.ويتم عرض 115 نجم مجدول إضافي التي يمكن استخدامها أيضا للملاحة باللون الأحمر مع وضع علامة للحرف اليوناني للإشارة إلى تسمية باير. بعض النجوم الإضافية غير المناسبة للملاحة يتم تضمينها أيضا على الرسوم البيانية للإشارة إلى الأبراج، وهي تعرض كنقاط حمراء صغيرة غير مصحوبة بعلامات.

### النجوم الاستوائية
النجوم الاستوائية في نصف الكرة الشرقي
تشمل المنطقة الاستوائية من نصف الكرة الشرقي في الكرة السماوية 16 نجم ملاحي من سرة الفرس في كوكبة المرأة المسلسلة إلى ذيل الأسد في كوكبة الأسد. وتشمل أيضا نجوم كوكبات قيطس، الحمل، الثور، الجبار، الكلب الأكبر والأصغر، التّوْأمان، وكوكبة الشجاع. ومن بين هذه النجوم على وجه الخصوص «نجم الكلب» الشعرى، ألمع نجم في السماء، وأربعة نجوم من كوكبة الجبار التي يمكن تحديدها بسهولة.

### النجوم الاستوائية في نصف الكرة الغربي
شمل المنطقة الاستوائية من نصف الكرة الغربي من الكرة السماوية 13 نجم ملاحي من جناح الغراب الأيمن في كوكبة الغراب إلى منكب الفرس في كوكبة الفرس الأعظم. وتشمل أيضا نجوم كوكبات العذراء، العواء، الميزان، الإكليل الشمالى، العقرب، الحواء، القوس، والعقاب. والنجم المتغير السماك الرامح هو ألمع نجم في هذه المجموعة.

### النجوم الشمالية
النجوم الشمالية ال 11 هي تلك ذات الميل بين 30 درجة شمالا و90 درجة شمالا. يتم سردها في ترتيب تناقص الزاوية الساعية الفلكية، أو من الاعتدال الربيعي غربا عبر السماء. بدءا من صدر ذات الكرسي في كوكبة ذات الكرسي، وتشمل قائمة النجوم كوكبات ممسك الأعنة، الدب الأكبر والاصغر، التنين، القيثارة والدجاجة. النجمان الشماليان الأكثر سطوعا هما النسر الواقع والعيوق.
في المخطط النجمى إلى اليسار، يظهر الميل في إحداثى نصف قطري، بدءا من 90 ° شمالا في الوسط وينخفض إلى 30 ° شمالا على الحافة الخارجية. وتظهر الزاوية الساعية الفلكية بوصفها الإحداثيات الزاوية، بدءا من 0 درجة على يسار المخطط، وتزداد عكس اتجاه عقارب الساعة.

### االنجوم الجنوبية
النجوم الجنوبية ال 18 هي تلك ذات الميل بين 30 درجة جنوبا و90 درجة جنوبا. يتم سردها في ترتيب تناقص الزاوية الساعية الفلكية، أو من الاعتدال الربيعي غربا عبر السماء.ربا عبر السماء. بدءا من نجم العنقاء في كوكبة العنقاء، وتشمل القائمة نجوم كوكبات النهر، القاعدة، صليب الجنوب، قنطورس، الميزان، المثلث الجنوبي، العقرب، القوس، الطاووس، وكوكبة الكركي. الظليم، رجل قنطورس، أشرنار، والوزن التابع لقنطورس هم ألمع النجوم في السماء الجنوبية.
في المخطط النجمى إلى اليسار، يظهر الميل في إحداثى نصف قطري، بدءا من 90 ° جنوبا في الوسط وينخفض إلى 30 ° جنوبا على الحافة الخارجية. وتظهر الزاوية الساعية الفلكية بوصفها الإحداثيات الزاوية، بدءا من 0 درجة على يمين الرسم البياني، وتزداد في اتجاه عقارب الساعة.

## الهوامش
ملاحظات
1. 1 2 3  تستخدم هذه القائمة الأرقام المخصصة من التقويم البحري، والتي تتضمن 57 نجم فقط. نجم الشمال، الموجود في القائمة الواردة في الملاحة العملية الأمريكية، يتم سردة هنا من دون رقم.
.
2. 1 2 3 4  اللاحقة var  بعد القيمة الرقمية يدل على نجم متغير الذي يتغير قدرة مع مرور الوقت.
3. ↑  لمزيد من المعلومات، راجع المقالة مبادرة محورية.

مصادر
1. 1 2 3 4  Bowditch, 2002, p. 249.
2. ↑  "History of the Nautical Almanac". US Naval Observatory. مؤرشف من الأصل في 2019-05-01.
3. ↑  Wright and Whitney, 1992, p. 273.
4. ↑  Bowditch, 2002, pp. 301–303.
5. ↑  Bowditch, 2002, pp. 271–274.
6. 1 2 3 4 5 6 7 8 9 10 11 12 13 14 15 16 17 18 19 20 21 22 23 24 25 26 27 28 29 30 31 32 33 34 35 36 37 38 39 40 41 42 43 44 45 46 47 48 49 50 51 52 53 54 55 56 57 58 59 60  Bowditch, 2002, p. 248.
7. ↑  "Alpheratz". SIMBAD (بالإنجليزية). Centre de Données astronomiques de Strasbourg. Retrieved 2010-06-21.
8. ↑  "Alpha Phe". SIMBAD (بالإنجليزية). Centre de Données astronomiques de Strasbourg. Retrieved 2010-06-21.
9. ↑  "Schedar". SIMBAD (بالإنجليزية). Centre de Données astronomiques de Strasbourg. Retrieved 2010-06-21.
10. ↑  "Beta Ceti". SIMBAD (بالإنجليزية). Centre de Données astronomiques de Strasbourg. Retrieved 2010-06-21.
11. ↑  "Achernar". SIMBAD (بالإنجليزية). Centre de Données astronomiques de Strasbourg. Retrieved 2010-06-21.
12. ↑  "Hamal". SIMBAD (بالإنجليزية). Centre de Données astronomiques de Strasbourg. Retrieved 2010-06-21.
13. ↑  "Acamar". SIMBAD (بالإنجليزية). Centre de Données astronomiques de Strasbourg. Retrieved 2010-06-21.
14. ↑  "Menkar". SIMBAD (بالإنجليزية). Centre de Données astronomiques de Strasbourg. Retrieved 2010-06-21.
15. ↑  "Mirfak". SIMBAD (بالإنجليزية). Centre de Données astronomiques de Strasbourg. Retrieved 2010-06-21.
16. ↑  "Aldebaran". SIMBAD (بالإنجليزية). Centre de Données astronomiques de Strasbourg. Retrieved 2010-06-21.
17. ↑  "Rigel". SIMBAD (بالإنجليزية). Centre de Données astronomiques de Strasbourg. Retrieved 2010-06-21.
18. ↑  "Capella A". SIMBAD (بالإنجليزية). Centre de Données astronomiques de Strasbourg. Retrieved 2010-06-21.
19. ↑  "Bellatrix". SIMBAD (بالإنجليزية). Centre de Données astronomiques de Strasbourg. Retrieved 2010-06-21.
20. ↑  "bet Tau". SIMBAD (بالإنجليزية). Centre de Données astronomiques de Strasbourg. Retrieved 2010-06-21.
21. ↑  "Alnilam". SIMBAD (بالإنجليزية). Centre de Données astronomiques de Strasbourg. Retrieved 2010-06-21.
22. ↑  "Betelgeuse". SIMBAD (بالإنجليزية). Centre de Données astronomiques de Strasbourg. Retrieved 2010-06-21.
23. ↑  "Canopus". SIMBAD (بالإنجليزية). Centre de Données astronomiques de Strasbourg. Retrieved 2010-06-21.
24. ↑  Liddell، Henry G.؛ Scott, Robert (1980). Greek-English Lexicon (ط. Abridged). Oxford: Oxford University Press. ISBN:0-19-910207-4. مؤرشف من الأصل في 2019-12-17.
25. ↑  "Sirius". SIMBAD (بالإنجليزية). Centre de Données astronomiques de Strasbourg. Retrieved 2010-06-21.
26. ↑  "Adara". SIMBAD (بالإنجليزية). Centre de Données astronomiques de Strasbourg. Retrieved 2010-06-21.
27. ↑  "Procyon". SIMBAD (بالإنجليزية). Centre de Données astronomiques de Strasbourg. Retrieved 2010-06-21.
28. ↑  "Pollux". SIMBAD (بالإنجليزية). Centre de Données astronomiques de Strasbourg. Retrieved 2010-06-21.
29. ↑  "Eps Car". SIMBAD (بالإنجليزية). Centre de Données astronomiques de Strasbourg. Retrieved 2010-06-21.
30. ↑  "lam Vel". SIMBAD (بالإنجليزية). Centre de Données astronomiques de Strasbourg. Retrieved 2010-06-21.
31. ↑  "Beta Car". SIMBAD (بالإنجليزية). Centre de Données astronomiques de Strasbourg. Retrieved 2010-06-21.
32. ↑  "Alphard". SIMBAD (بالإنجليزية). Centre de Données astronomiques de Strasbourg. Retrieved 2010-06-21.
33. ↑  "Regulus". SIMBAD (بالإنجليزية). Centre de Données astronomiques de Strasbourg. Retrieved 2010-06-21.
34. ↑  "Dubhe". SIMBAD (بالإنجليزية). Centre de Données astronomiques de Strasbourg. Retrieved 2010-06-21.
35. ↑  "Denebola". SIMBAD (بالإنجليزية). Centre de Données astronomiques de Strasbourg. Retrieved 2010-06-21.
36. ↑  "Gienah Corvi". SIMBAD (بالإنجليزية). Centre de Données astronomiques de Strasbourg. Retrieved 2010-06-21.
37. ↑  "Acrux A". SIMBAD (بالإنجليزية). Centre de Données astronomiques de Strasbourg. Retrieved 2010-06-21.
38. ↑  "Gacrux". SIMBAD (بالإنجليزية). Centre de Données astronomiques de Strasbourg. Retrieved 2010-06-21.
39. ↑  "Alioth". SIMBAD (بالإنجليزية). Centre de Données astronomiques de Strasbourg. Retrieved 2010-06-21.
40. ↑  "Spica". SIMBAD (بالإنجليزية). Centre de Données astronomiques de Strasbourg. Retrieved 2010-06-21.
41. ↑  "Alkaid". SIMBAD (بالإنجليزية). Centre de Données astronomiques de Strasbourg. Retrieved 2010-06-21.
42. ↑  "Agena". SIMBAD (بالإنجليزية). Centre de Données astronomiques de Strasbourg. Retrieved 2010-06-21.
43. ↑  "Menkent". SIMBAD (بالإنجليزية). Centre de Données astronomiques de Strasbourg. Retrieved 2010-06-21.
44. ↑  "Alpha Centauri". SIMBAD (بالإنجليزية). Centre de Données astronomiques de Strasbourg. Retrieved 2010-06-21.
45. ↑  "Arcturus". SIMBAD (بالإنجليزية). Centre de Données astronomiques de Strasbourg. Retrieved 2010-06-21.
46. ↑  "Alpha Librae". SIMBAD (بالإنجليزية). Centre de Données astronomiques de Strasbourg. Retrieved 2010-06-21.
47. ↑  "Kochab". SIMBAD (بالإنجليزية). Centre de Données astronomiques de Strasbourg. Retrieved 2010-06-21.
48. ↑  "Alphecca". SIMBAD (بالإنجليزية). Centre de Données astronomiques de Strasbourg. Retrieved 2010-06-21.
49. ↑  Allen، Richard Hinckley (1899). Star-names and their meanings. G. E. Stechert. ص. 364–367. مؤرشف من الأصل في 2019-06-14.
50. ↑  "Antares". SIMBAD (بالإنجليزية). Centre de Données astronomiques de Strasbourg. Retrieved 2010-06-21.
51. ↑  "Atria". SIMBAD (بالإنجليزية). Centre de Données astronomiques de Strasbourg. Retrieved 2010-06-21.
52. ↑  "Sabik". SIMBAD (بالإنجليزية). Centre de Données astronomiques de Strasbourg. Retrieved 2010-06-21.
53. ↑  "Shaula". SIMBAD (بالإنجليزية). Centre de Données astronomiques de Strasbourg. Retrieved 2010-06-21.
54. ↑  "Rasalhague". SIMBAD (بالإنجليزية). Centre de Données astronomiques de Strasbourg. Retrieved 2010-06-21.
55. ↑  "Etamin". SIMBAD (بالإنجليزية). Centre de Données astronomiques de Strasbourg. Retrieved 2010-06-21.
56. ↑  "Kaus Australis". SIMBAD (بالإنجليزية). Centre de Données astronomiques de Strasbourg. Retrieved 2010-06-21.
57. ↑  "Vega". SIMBAD (بالإنجليزية). Centre de Données astronomiques de Strasbourg. Retrieved 2010-06-21.
58. ↑  "Nunki". SIMBAD (بالإنجليزية). Centre de Données astronomiques de Strasbourg. Retrieved 2010-06-21.
59. ↑  "Altair". SIMBAD (بالإنجليزية). Centre de Données astronomiques de Strasbourg. Retrieved 2010-06-21.
60. ↑  "Peacock". SIMBAD (بالإنجليزية). Centre de Données astronomiques de Strasbourg. Retrieved 2010-06-21.
61. ↑  "Deneb". SIMBAD (بالإنجليزية). Centre de Données astronomiques de Strasbourg. Retrieved 2010-06-21.
62. ↑  "Enif". SIMBAD (بالإنجليزية). Centre de Données astronomiques de Strasbourg. Retrieved 2010-06-21.
63. ↑  "Alpha Gruis". SIMBAD (بالإنجليزية). Centre de Données astronomiques de Strasbourg. Retrieved 2010-06-21.
64. ↑  "Fomalhaut". SIMBAD (بالإنجليزية). Centre de Données astronomiques de Strasbourg. Retrieved 2010-06-21.
65. ↑  "Markab". SIMBAD (بالإنجليزية). Centre de Données astronomiques de Strasbourg. Retrieved 2010-06-21.
66. ↑  "Polaris". SIMBAD (بالإنجليزية). Centre de Données astronomiques de Strasbourg. Retrieved 2010-06-21.
67. ↑  Bowditch، Nathaniel (2002). The American Practical Navigator.